# Amos Midzi
Amos Bernard Muvengwa Midzi, né le 4 juillet 1952 en Rhodésie du Sud et mort le 9 juin 2015 à Beatrice, est un diplomate et un homme politique zimbabwéen, membre du ZANU-PF, le parti de Robert Mugabe.

## Biographie
Ambassadeur du Zimbabwe aux États-Unis de 1993 à 1999, il se présente aux élections municipales à Harare, la capitale, en mars 2002, mais est largement devancé par son adversaire, Elias Mudzuri. 
En août 2002, il est nommé ministre de l'Énergie. En février 2004, il devient ministre des Mines. Battu aux élections législatives de 2008, pour lesquelles il est candidat du ZANU-PF dans la circonscription d'Epworth, il perd son portefeuille en 2009. Mis en cause dans l'organisation et le financement de violences dans la région de Harare en 2008, il est écarté de la direction du ZANU-PF en 2014.